# United Democrats
De United Democrats (Nederlands: Verenigde Democraten, afgekort UD) was een politieke partij op Sint Maarten.

## Geschiedenis
Tussen 2018 en 2019 was de partij een fusie van de Democratische Partij (DP) en de United People's Party (UP).
In 2009 besloot de kleinzoon van de oprichter van de DP, Theo Heyliger, uit de DP te stappen. Heyliger richtte vervolgens de UP op en won daarmee drie verkiezingen op rij. In de nasleep van de orkaan Irma die op 6 september 2017 het eiland zwaar had getroffen en de economie had verlamd, besloten de DP en de UP om samen te komen.
Op 8 januari 2018 werd bekend dat de partij het vereiste aantal steunbetuigingen heeft en kon meedoen aan de Statenverkiezingen in 2018. Heyliger was de lijsttrekker en Sarah Wescot-Williams de nummer twee op de lijst. Tijdens de verkiezingen werd de UD de grootste partij in de Staten van Sint Maarten met 7 zetels. Heyliger bleef nog tot maart 2019 aan als leider van de UD en trad toen vanuit zijn cel af.